# Albert de Klerk
Albert de Klerk né le 4 octobre 1917 à Haarlem (Pays-Bas), mort le 2 décembre 1998 à Amsterdam est un organiste et compositeur néerlandais.

## Biographie
Il fait des études musicales au conservatoire d’Amsterdam avec Anthon van der Horst où il obtient en 1941 un prix d'excellence. Il succède en 1943 à Hendrik Andriessen sur l'orgue de l'église Saint-Joseph de Haarlem et à partir de 1964, il enseigne l'orgue au conservatoire d'Amsterdam. Son talent d'improvisateur lui apporte la notoriété aussi bien en Europe qu'aux États-Unis. Il est le fils du compositeur Joseph de Klerk.

## Source
- Alain Pâris, Dictionnaire des interprètes et de l'interprétation musicale depuis 1900, Paris, R. Laffont, coll. « Bouquins », 2004 (ISBN 9782221102145), p. 309